# Trilla (Pyrénées-Orientales)
Trilla (occitansk: Trilhan) er en by og kommune i departementet Pyrénées-Orientales i Sydfrankrig.

## Geografi
Trilla ligger i Fenouillèdes 45 km vest for Perpignan. Nærmeste byer er mod nord Ansignan (5 km) og mod syd Trévillach (8 km).

## Demografi

### Udvikling i folketal
| 1962                                                              | 1968 | 1975 | 1982 | 1990 | 1999 | 2007 | 2011 | 2017 |
| ----------------------------------------------------------------- | ---- | ---- | ---- | ---- | ---- | ---- | ---- | ---- |
| 71                                                                | 72   | 76   | 64   | 51   | 54   | 60   | 62   | 74   |
| Tal fra og med 1962 er uden dobbelttælling (sans doubles comptes) |      |      |      |      |      |      |      |      |